# Haplopalpus serjaneae
Haplopalpus serjaneae är en tvåvingeart som beskrevs av Rubsaamen 1916. Haplopalpus serjaneae ingår i släktet Haplopalpus och familjen gallmyggor.
Artens utbredningsområde är Peru. Inga underarter finns listade i Catalogue of Life.